# Marcel Wyss
Marcel Wyss (Langnau im Emmental, 25 giugno 1986) è un ciclista su strada svizzero con caratteristiche di passista-scalatore, professionista dal 2009 al 2016 e dal 2023 di nuovo attivo come dilettante con il team Thömus-WindowMaster.

## Palmarès
- 2004 (Juniores)

Campionati svizzeri, Prova in linea Juniores
Grand Prix Lausanne
1ª tappa Vuelta al Goierri
- 2008 (Under-23)

Campionati svizzeri, Prova in linea Under-23
Campionati svizzeri, Prova a cronometro Under-23
Prologo Flèche du Sud (Pétange > Pétange, cronometro)
Classifica generale Flèche du Sud
- 2013 (IAM Cycling, una vittoria)

Berner Rundfahrt

### Altri successi
- 2009 (Cervélo Test Team)

Nationales Einzelzeitfahren Thun (cronometro)
- 2012 (Team NetApp)

2ª tappa, 2ª semitappa Settimana Internazionale di Coppi e Bartali (Gatteo > Gatteo, cronosquadre)
- 2013 (IAM Cycling)

Grand Prix Mobiliar-RSC Aaretal
Nationales Einzelzeitfahren Thun (cronometro)
Silenen-Amsteg-Bristen (corsa in salita)
- 2023

Nationales Einzelzeitfahren Thun (cronometro)
Chrono de la Sionge in St-Martin (cronometro)

## Piazzamenti

### Grandi Giri
- Giro d'Italia

2010: 38º
2011: 33º
2016: 40º
- Tour de France

2014: 32º
2015: 60º
- Vuelta a España

2016: 21º

### Classiche monumento
- Liegi-Bastogne-Liegi

2009: 78º
2010: 113º
2013: 64º
- Giro di Lombardia

2009: ritirato
2010: ritirato
2013: ritirato
2015: 55º
2016: ritirato

### Competizioni mondiali
- Campionati del mondo

Verona 2004 - In linea Junior: 42º
Stoccarda 2007 - In linea Under-23: 65º
Varese 2008 - In linea Under-23: 36º
Varese 2008 - Cronometro Under-23: 4º

### Competizioni continentali
- Campionati europei

Verbania 2008 - In linea Under-23: 14º
Plumelec 2016 - In linea Elite: ritirato
- Campionati europei di ciclocross

Tábor 2003 - Juniores: 35º